# Universal Epic Universe
Universal Epic Universe est un parc à thèmes américain situé à Orlando, en Floride. Le parc est le troisième parc du complexe d'Universal Orlando Resort après Universal Studios Florida (1990), Universal's Islands of Adventure (1999) et après le premier parc aquatique du domaine intitulé Universal's Volcano Bay(2017),. Ce dernier a ouvert le 22 mai 2025.

## Historique
Comcast et sa filiale NBCUniversal annoncent le 1er août 2019 la construction d'un nouveau parc d'attractions au sein du complexe d'Universal Orlando Resort,. Sans donner de détails, Tom Williams, président du conseil et chef de la direction d'Universal Parks & Resorts déclare qu'Universal's Epic Universe serait « le parc à thème le plus immersif et le plus innovant ». Les responsables de Comcast et de NBCUniversal déclarent que cela créerait 14 000 emplois supplémentaires, y compris des postes professionnels, techniques, culinaires et autres fonctions spécialisées. En octobre 2019, Universal annonce une ouverture du parc pour 2023. En janvier 2020, la présence de Super Nintendo World dans le parc a été confirmée par plusieurs dirigeants de Comcast,. Elle a été officiellement annoncée en février 2023 par le PDG de Universal Parks & Resorts, Mark Woodbury.
Le projet est retardé en raison de la pandémie de COVID-19, mais le 3 mars 2021, Comcast annonce le redémarrage immédiat de la construction. Le 27 janvier 2022, Jeff Shell, PDG de NBCUniversal, déclare que l'ouverture du parc est espéré pour l'été 2025.
Le 8 mars 2023, Mark Woodbury, annonce le changement de nom de la division "Universal Parks & Resorts" en "Universal Destinations and Experiences". Le projet jusqu'alors connu sous le nom Universal's Epic Universe est ajusté en Universal Epic Universe et le logo du parc est dévoilé.
En 2024, Universal annonce officiellement les 5 univers représentés: Super Nintendo World, Celestial Park, How to Train Your Dragon: Isle of Berk, Dark Universe et The Wizarding World of Harry Potter: Ministry of Magic.
Le parc à thème est situé à quelques kilomètres du complexe existant, dans un site plus vaste de 300 hectares, au sud de Sand Lake Road et à l'est de Universal Boulevard. Le 17 octobre 2024, Universal annonce l'ouverture du parc le 22 mai 2025.

## Attractions
Universal Epic Universe est composé de quatre zones thématiques connectées par une place centrale appelé Celestial Park. Parmi ces zones ; Super Nintendo World, Dark Universe (inspiré des Universal Classic Monsters), The Wizarding World of Harry Potter: Ministry of Magic et How to Train Your Dragon: Isle of Berk,.

### Celestial Park
Le centre du parc est le Celestial Park, un jardin aux motifs inspirés de l'astrologie et aux équipements astronomiques reliant les quatre autres zones entre elles, ainsi que l'Helios Grand Hotel. Les deux attractions de la zone sont le Constellation Carousel et le Stardust Racers, deux parcours de montagnes russes en duel fabriqués par Mack Rides.

### Dark Universe
Cette zone dédiée aux monstres des classiques Universal Monsters prend la forme du village de Darkmoor, où Victoria Frankenstein, l'arrière-arrière-petite-fille d'Henry Frankenstein, a continué à suivre les traces de sa famille en matière de création de monstres. Son expérience actuelle, destinée à mettre tous les monstres légendaires sous son contrôle, se retourne contre elle lorsque Dracula déclenche une révolte. Ailleurs dans le village se trouvent un camp de mystiques qui étudient la malédiction du loup-garou, un vieux moulin à vent qui est devenu le quartier général d'un groupe local de chasseurs de monstres et un steakhouse géré par les esclaves de Dracula.
L'une des attractions sera Curse of the Werewolf, un parcours de montagnes russes tournoyantes lancées, fabriqué par Mack Rides. Fin 2021, des brevets pour un nouveau parcours scénique, qui présente des éléments similaires à la technologie utilisée dans Harry Potter and the Forbidden Journey, ont conduit à des spéculations selon lesquelles un nouveau parcours Dark Universe sur le thème de Creature from the Black Lagoon ferait également partie de la nouvelle extension. Il a été révélé plus tard qu'il s'agissait de Monsters Unchained: The Frankenstein Experiment, un parcours scénique utilisant la technologie des bras Kuka.

### How to Train Your Dragon: Isle of Berk
Cette zone, inspirée de la franchise Dragons et se déroule entre le deuxième et le troisième film. Les trois attractions sont Hiccup's Wing Gliders, des montagnes russes lancées fabriquées par Intamin, Dragon Racer's Rally, un duo de Sky Fly de Gerstlauer et Fyre Drill, une promenade en bateau interactive fabriquée par Mack Rides.

### Super Nintendo World
Super Nintendo World est basé sur diverses franchises appartenant à Nintendo, avec un accent particulier sur la franchise Mario. Comme la version construite dans le parc Universal Studios Japan, il comportera Mario Kart: Bowser's Challenge, un simulateur de course en réalité augmentée basé sur la série Mario Kart, ainsi que Yoshi's Adventure, une attraction sur le thème du personnage Yoshi de la franchise Mario. L'agencement sera cependant moins compact que son équivalent japonais. La zone comportera également une section supplémentaire nommée Donkey Kong Country sur le thème de la franchise Donkey Kong, qui comprendra un nouveau type de montagnes russes breveté sous le nom de « Boom Coaster ».

### The Wizarding World of Harry Potter: Ministry of Magic
La zone thématique du Ministère de la Magie se déroule à Paris dans les années 1920, s'inspirant principalement de la série de films préquelle Les Animaux Fantastiques avec des scènes, des personnages et des créatures de la franchise cinématographique. L'attraction principale de la zone, un parcours scénique nommé Harry Potter and the Battle at the Ministry, comporte une simulation de cheminées du réseau de cheminettes transportant les visiteurs du parc au Ministère de la Magie, dans le Londres des années 1990, comme représenté dans la série de films Harry Potter. Le parcours se déroule peu de temps après la défaite de Voldemort dans le dernier film, alors que Dolores Ombrage (jouée par Imelda Staunton) est jugée et tente de s'échapper. Harry, Ron, Hermione et un elfe de maison nommé Higgledy se joignent à la poursuite pour capturer Ombrage, tandis que les invités voyageant sur des « ascenseurs omnidirectionnels » évitent les mangemorts et autres créatures en cours de route.
Un spectacle prend place dans le Cirque Arcanus. La zone comprend également une variété de boutiques, de restaurants et d'autres expériences pour correspondre au thème de la sorcellerie.
L'acteur anglais Eddie Redmayne reprend son rôle de Norbert Dragonneau des Animaux Fantastiques dans de nouvelles scènes.